# Třebeň

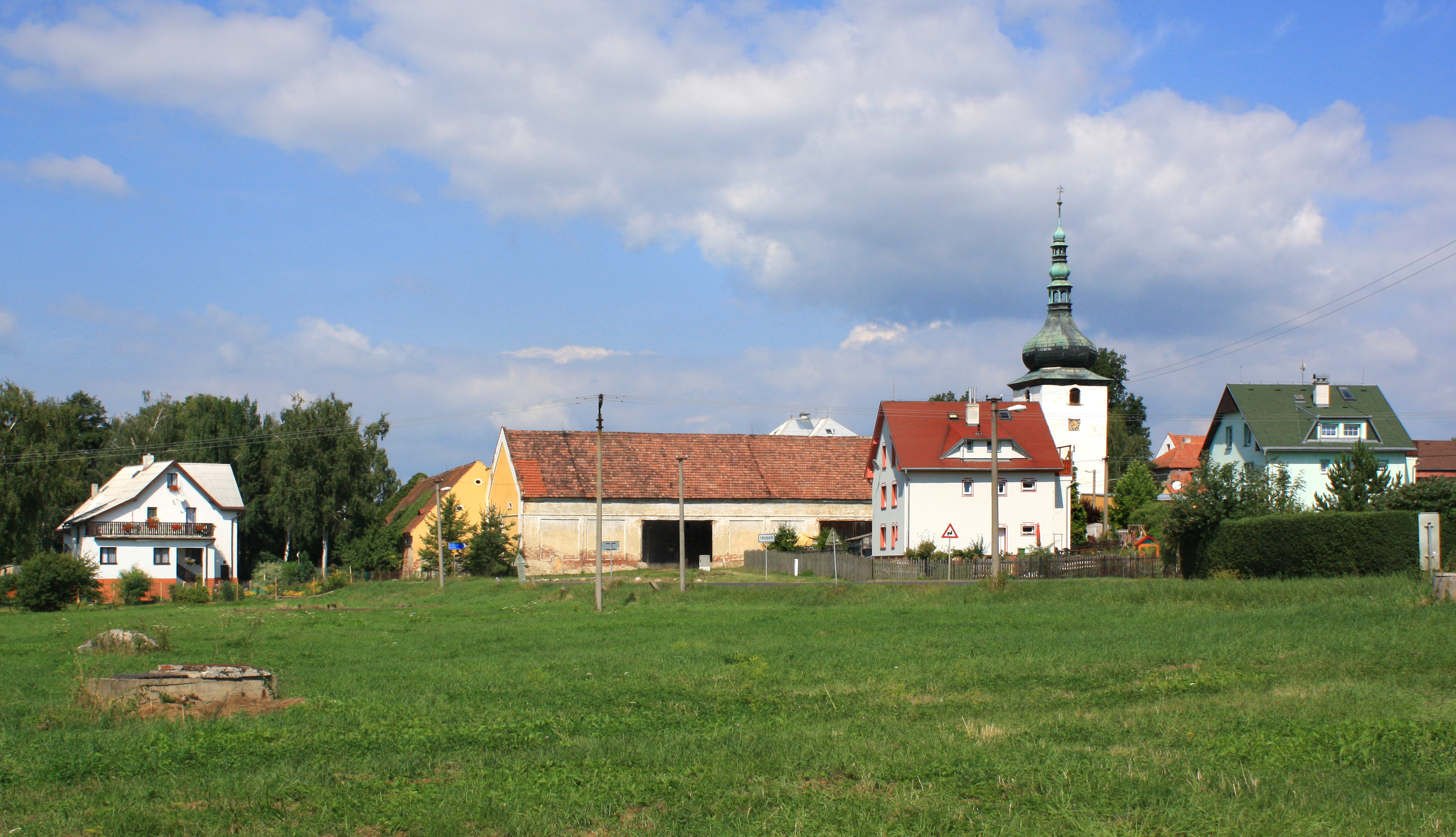
Třebeň

Třebeň ([ˈtr̝̊ɛbɛɲ]) (deutsch Trebendorf) ist eine Gemeinde im Okres Cheb in Tschechien.

## Geographie

### Geografische Lage
Třebeň liegt links der Eger, vier Kilometer östlich von Františkovy Lázně.

### Gemeindegliederung
Die Gemeinde Třebeň besteht aus den Ortsteilen
| - Chocovice (Kötschwitz) - Doubí (Aag) - Dvorek (Höflas) - Horní Ves (Oberndorf) - Lesina (Hart) | - Lesinka (Harlas) - Nový Drahov (Rohr) - Povodí (Ensenbruck) - Třebeň (Trebendorf) - Vokov (Wogau) |

#### Grundsiedlungseinheiten
Grundsiedlungseinheiten sind
| - Chocovice - Doubí - Dvorek - Horní Ves - Lesinka | - Nový Drahov - Povodí - Třebeň - Vokov |

Zu Třebeň gehört außerdem die Ansiedlung Třídvoří (Dreihöf).

#### Katastralbezirke
Das Gemeindegebiet gliedert sich in die Katastralbezirke
| - Chocovice - Doubí u Třebeně - Dvorek - Horní Ves u Třebeně - Lesina | - Nový Drahov - Povodí - Třebeň - Vokov u Třebeně |

### Nachbargemeinden
|                                 | Skalná (Wildstein)                          | Křižovatka (Klinghart) |
| Františkovy Lázně (Franzensbad) | Kompassrose, die auf Nachbargemeinden zeigt | Milhostov (Mühlessen)  |
|                                 | Cheb (Eger)                                 | Nebanice (Nebanitz)    |

## Geschichte
Das egerländische Dorf Trebendorf wurde im 12. Jahrhundert als Reichslehen der Kaiserburg der Staufer in Eger gegründet und 1208 erstmals erwähnt. Es war zunächst der Burg in Eger untertänig, wurde später ein Afterlehen des bayerischen Adelsgeschlechts Nothafft, von dem es zum größten Teil an das Kloster Waldsassen gelangte. Auch die Landgrafen von Leuchtenberg besaßen zins- und robotpflichtige Höfe in Trebendorf, ebenso die Rohrer, die ihre Höfe 1339 an das Kloster Waldsassen übergaben. 1444 sind die Juncker von Oberkunreuth als Eigentümer des Dorfes nachweisbar. Im Egerer Achtbach wird Trebendorf 1330 erwähnt, im Klauensteuerbuch 1392 werden 10 Bauern namentlich angeführt, im Musterungsbuch des Egerlandes für Trebendorf werden zwei Hauptleute und acht Bauern genannt.
Ab dem 15. Jahrhundert wurde in Trebendorf in zahlreichen kleineren Bergbaubetrieben Kalk abgebaut und in Kalköfen gebrannt. 1883 wurde in einer solchen Kalksteingrube ein beinahe vollständiges Skelett eines Deinotherium bavaricum und etliche Skelettreste eines Mastodon angustidens, Vorläufer der jetzigen Elefanten gefunden. Das Skelett des ersteren wurde im Naturhistorischen Museum Wien aufgestellt.
1462 wurde das Dorf während des Bayerischen Krieges durch böhmische Truppen niedergebrannt. Der damalige Besitzer des Ortes Heinz Junckher förderte den Wiederaufbau und ließ die Sankt-Laurentius-Kirche erbauen, die 1495 als Filialkirche der Pfarrei Sankt Niklas in Eger geweiht wurde. Nach den Juncker kam Trebendorf in den Besitz wechselnder Egerer Patriziergeschlechter. Von 1564 bis 1627 war Trebendorf, wie das gesamte Egerland, evangelisch-lutherischen Glaubens und hatte bis in den Dreißigjährigen Krieg hinein eine Dorfschule.
Während der Rekatholisierung betreuten von 1628 bis 1711 Franziskaner und Jesuiten den Trebendorfer Kirchensprengel, der 1711 zum Kirchensprengel Oberlohma kam und 1787 wieder eine römisch-katholische Lokalie von Eger war. Seit 1828 bestand eine einklassige Schule für die Kinder des Dorfes, die 1861 zweiklassig, 1875 dreiklassig und 1892 vierklassig wurde und Unterricht in Lesen, Schreiben und Religion gab, allerdings nur Jungen zugänglich war. Nach der Aufhebung der Patrimonialherrschaft 1848 wurde Trebendorf eine Gemeinde mit den Ortsteilen Hart, Oberndorf, Kötschwitz, Honnersdorf, Langenbruck, Wogau, Dreihöf, Harlas, Tirschnitz und Hag. 1855 wurde Trebendorf eine selbständige Pfarrei.
In den Jahren 1860/1868 führte die englische Kohlenbergbaufirma I.R. Eaton im Egerer Becken Bohrungen durch und fand in Trebendorf in etwa 60 Meter Tiefe starke Kohlenflöze. Der dortige „Viktoriaschacht“ kam 1865 durch einen Wassereinbruch, der Tonschichten und Feinsand zum Schwimmen brachte, zum Erliegen. Bei dem danach errichteten „Isabellaschacht“ protestierte die Verwaltung des nahen Kurortes Franzensbad bei zuständigen Behörden und Ministerien, da ein Versiegen der Heilquellen befürchtet wurde. Der Schacht wurde später wegen der Förderung minderwertiger Kohle aufgegeben.
Im Jahre 1870 wurde die Eisenbahnlinie Karlsbad – Eger, 1871 die Linie Tirschnitz – Franzensbad und die Lokalbahn Tirschnitz – Schönbach eröffnet. Die durch Jahrhunderte bäuerliche Bevölkerung in Trebendorf begann sich durch den Zuzug von Angestellten und Arbeitern des Bahnbetriebes und nachfolgenden Gewerbetreibenden zu verändern. Der Ausbau der bestehenden Straßenverbindungen förderte diese Entwicklung. Neben der Eisenbahnbrücke über die Eger entstand eine für schwere Fuhrwerke tragbare Eisenbrücke.
Nach dem Ersten Weltkrieg und dem Ende der Monarchie Österreich-Ungarn 1918 lag Trebendorf in der Tschechoslowakei. Im Oktober 1938 wurde Trebendorf infolge des Münchner Abkommens dem Deutschen Reich zugeschlagen und gehörte bis 1945 zum Landkreis Eger. Am südlichen Ortsrand sind Reste einer um 1940 errichteten unvollendeten Reichsautobahntrasse vorhanden, die nach Osten bis ins Tal des Fleißenbaches führte. Sie wurde als „Strecke 135“ bezeichnet. Nach dem Ende des Zweiten Weltkriegs kam Třebeň an die Tschechoslowakei zurück. Die deutschböhmische Bevölkerung wurde bis 1946 auf Grund der Beneš-Dekrete vertrieben. Neusiedler übernahmen den enteigneten Haus- und Grundbesitz.

## Kultur und Sehenswürdigkeiten

### Bauwerke

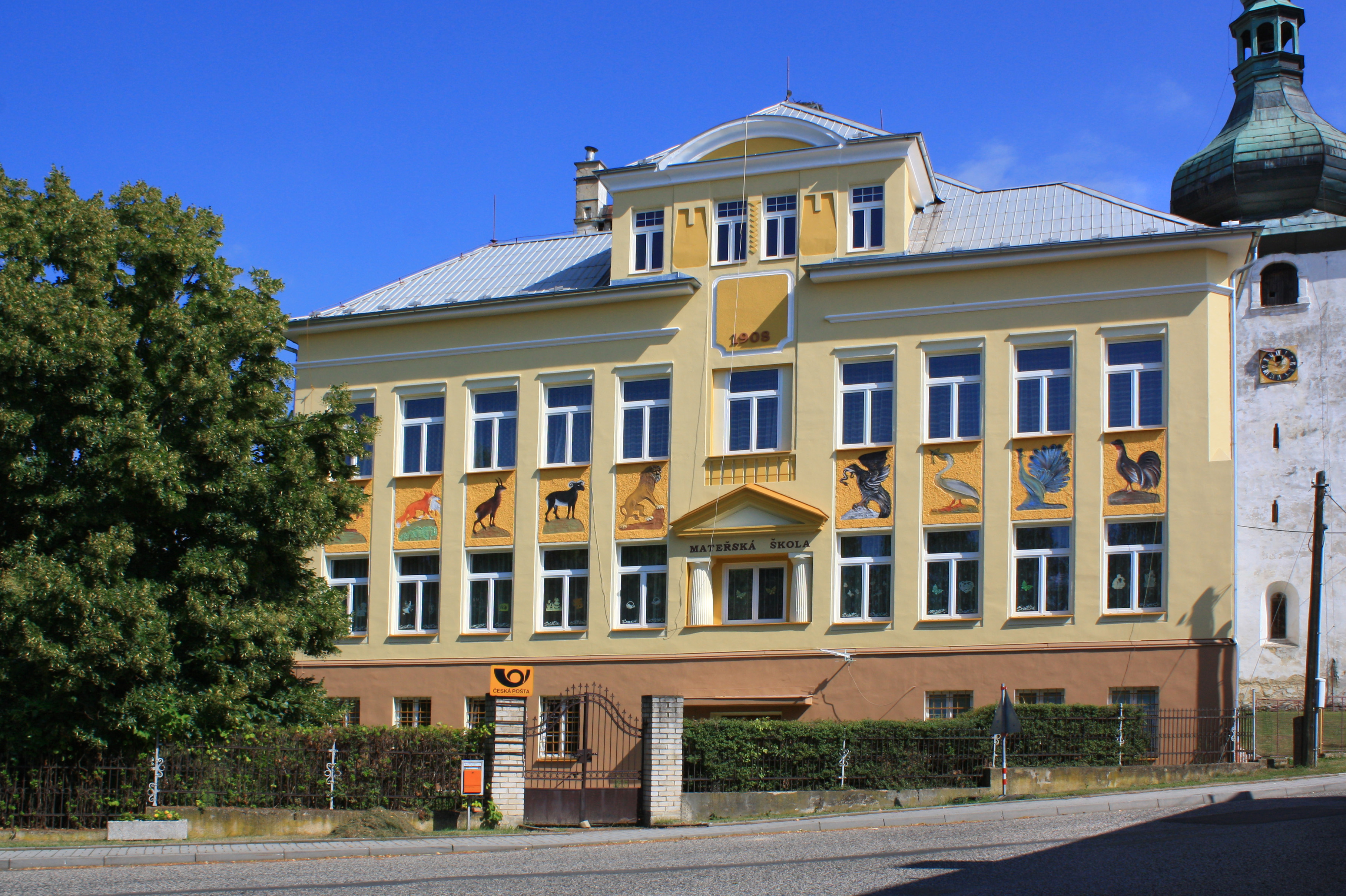
Kindergarten

- Kindergarten

### Grünflächen und Naherholung
Nördlich der Gemeinde befindet sich das Naturreservat Soos, das für seine natürlichen Mofetten und Mineralquellen international bekannt geworden ist.

## Verkehr

Haltepunkt Nový Drahov, Gleisseite (2016)

Südlich der Gemeinde verläuft die tschechische Autobahn D6. Westlich des Gemeindegebiets führt die Europastraße 49 entlang. An der Bahnstrecke Tršnice–Luby u Chebu befinden sich die Stationen „Třebeň“ und „Nový Drahov“. Letztere liegt jedoch in der zu Skalná gehörigen Siedlung „Hajek“ (Soos). Dort beginnt die schmalspurige Werkbahn Kateřina, die als Museumsbahn betrieben wird.

## Persönlichkeiten
- Jan Lohelius (1549–1622), Abt des Klosters Strahov und Erzbischof von Prag, geboren im Ortsteil Wogau
- Adolf Fischer (1925–1995), Genealoge